# António Macedo (cantor)
António Macedo (António Inácio Reis de Macedo, Porto 1946 - 1999) foi um cantor português.
Esteve particularmente ativo entre o final da década de sessenta e os primeiros anos da década de setenta. Sendo curta a sua atividade, destacou-se pela força das suas canções e pela sua ação interventiva antes e durante a Revolução dos Cravos.

## Percurso
Frequenta o curso de Filologia Germânica na Faculdade de Letras de  Lisboa. A sua tese de licenciatura é dedicada à obra de Henry Miller.
Reune-se com um pequeno grupo de estudantes num  apartamento do bairro do Rego para escutar “música proibida”, “baladas” de Zeca Afonso  e Luís Cília à mistura com canções dos franceses Georges Brassens, Léo Ferré e dos espanhóis Joaquim Diaz e Paco Ibañez (1968).
Compõe e grava "Canta, Amigo, Canta" (Erguer A Voz E Cantar) que se torna um sucesso imediato. Canta «verdades de uma maneira simples»  : "Nesta Minha Terra", "Em Busca De Ti", "Ternura". Em 1971 é lançada a banda sonora da peça "Breve Sumário da História de Deus", em que participa com Lídia Rita, Pedro Barroso e José Jorge Letria.
"Casamento da menina Manuela"
, com orquestração de José Cardim Ribeiro, será outro dos seus temas mais conhecidos. Em 1973 grava o single "Só Te Peço Que Não Pares" para a Valentim de Carvalho.
Participa no filme "Verde Por Fora, Vermelho Por Dentro", de Ricardo Costa, estreado em 1980, como autor da  música e em que desempenha um pequeno papel de cantor boémio.
Em edição de autor lança, em 1 de Maio de 1986, um single com os temas "Rei Posto" e "Cigana". Conta novamente com a colaboração de José Cardim Ribeiro.

## Discografia
- Retalhos De Uma Noite/Antes De Ti/Erguer A Voz E Cantar/Sei De Uma Menina (EP, Polydor, 1970) 10.025 CR
- Breve Sumário da História de Deus (Ep, Zip-zip, 1971) (com Pedro Barroso, José Jorge Letria, Lidia Rita)
- Casamento da menina Manuela/Baila Baila Rapariga (Single, Parlophone)
- Só Te Peço Que Não Pares / Canção (Single, Parlophone, 1973) 8E 006 40281
- Canta, Amigo, Canta (Erguer A Voz E Cantar) / Antes De Ti (Single, Polydor) 2063 006
- Por Isso / entre a serra e a cidade (Single, 1977)
- Rei Posto / Cigana (Single, Ed. Autor, 1986)